# 布吉闖籃關
《布吉闖籃關》（英語：Boogie）是一部2021年美國運動劇情片，由黃頤銘執導、編劇，泰勒·高橋、泰勒·佩奇、波普·斯莫克及小豪爾赫·倫德堡主演。劇情講述一名夢想打入NBA的高中籃球神童，布吉決定肩負家族對自己的期望，用自己的方式登上頂峰。

## 演員
- 泰勒·高橋（英语：Taylor Takahashi）飾演阿爾弗雷德·布吉·陳（Alfred “Boogie”Chin）
- 泰勒·佩奇（英语：Taylour Paige）飾演埃莉諾（Eleanor）
- 小豪爾赫·倫德堡（英语：Jorge Lendeborg Jr.）飾演里奇（Richie）
- 波普·斯莫克飾曼克（Monk）
- 齊騛（英语：Pamelyn Chee）飾演陳太太（Mrs. Chin）
- 佩里·楊格（Perry Yung）飾演陳先生（Mr. Chin）
- 麥克·毛（英语：Mike Moh）飾演梅爾文（Melvin）
- 阿歷薩·馬雷卡（Alexa Mareka）飾演阿利薩（Alissa）
- 多門尼克・隆巴多西（英语：Domenick Lombardozzi）飾演霍金斯教練（Coach Hawkins）
- 史蒂夫・寇特（Steve Coulter）飾演里士滿先生（Mr. Richmond）
- 黃頤銘飾演傑基叔叔（Uncle Jackie）
- 萊納德·麥克凱爾維（英语：Charlamagne tha God）飾演帕特里克（Patrick）

## 製作
《布吉闖籃關》由黃頤銘的劇本執導，焦點影業發行。2019年8月，宣布泰勒·高橋、泰勒·佩奇和小豪爾赫·倫德堡加入演出陣容。2019年9月，麥克·毛、戴夫·伊斯特、阿歷薩·馬雷卡（Alexa Mareka）、泰勒·佩奇和多門尼克・隆巴多西加入演出陣容。
主要拍攝2019年8月於紐約市皇后區和曼哈頓展開，也在法拉盛取景。

## 外部連結
- 官方网站
- 互联网电影数据库（IMDb）上《布吉闖籃關》的资料（英文）
- 爛番茄上《布吉闖籃關》的資料（英文）
- AllMovie上《布吉闖籃關》的资料（英文）
- 開眼電影網上《布吉闖籃關》的資料（繁體中文）